# Piehlska huset

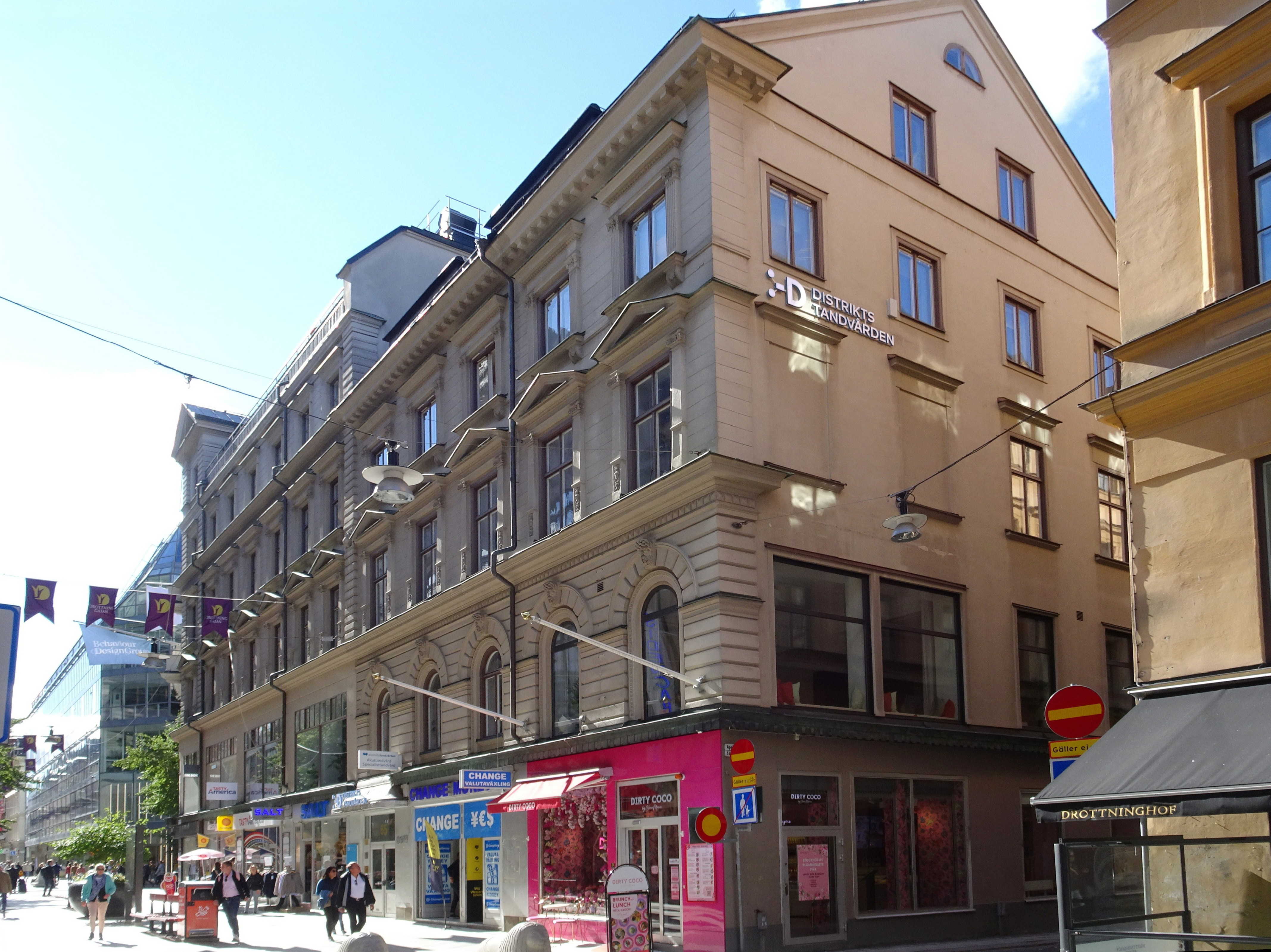
Drottninggatan 65, september 2022, till höger syns Apelbergsgatan.

Piehlska huset (fastigheten Vallonen 2) kallas en kulturhistoriskt värdefull byggnad i kvarteret Vallonen vid hörnet Kungsgatan 54 / Drottninggatan 65 / Apelbergsgatan 51 på Norrmalm i Stockholm. Husets äldsta delar härrör från 1827 och är uppkallade efter sin byggherre, bagarmästaren Johan Henrik Piehl.  Fastigheten är grönmärkt av Stadsmuseet i Stockholm, vilket innebär "särskilt värdefull från historisk, kulturhistorisk, miljömässig eller konstnärlig synpunkt".

## Historik

### Piehlska huset
År 1818 fick översten baron Ernst von Willebrand (1787–1837) bygglov att få bygga till sitt flerbostadshus vid Drottninggatan i dåvarande kvarteret Skotten (numera Vallonen). Tillbyggnaden avsåg en höjning till fyra våningar och en förlängning mot norr med en längd motsvarade elva fönsteraxlar samt en kort flygel mot Apelbergsgatan. Bara en mindre del utfördes medan resten fullbordades först 1827 av bagarmästaren Johan Henrik Piehl (1773–1842). De nya av honom inlämnade bygglovsritningar (signerade q 1824 och 1824) visade en något förändrad rumsindelning för att bland annat kunna rymma hans bageri medan yttermurar och fasaden hade samma utseende som 1818 års fasadritning.

### Ursprungsritningar

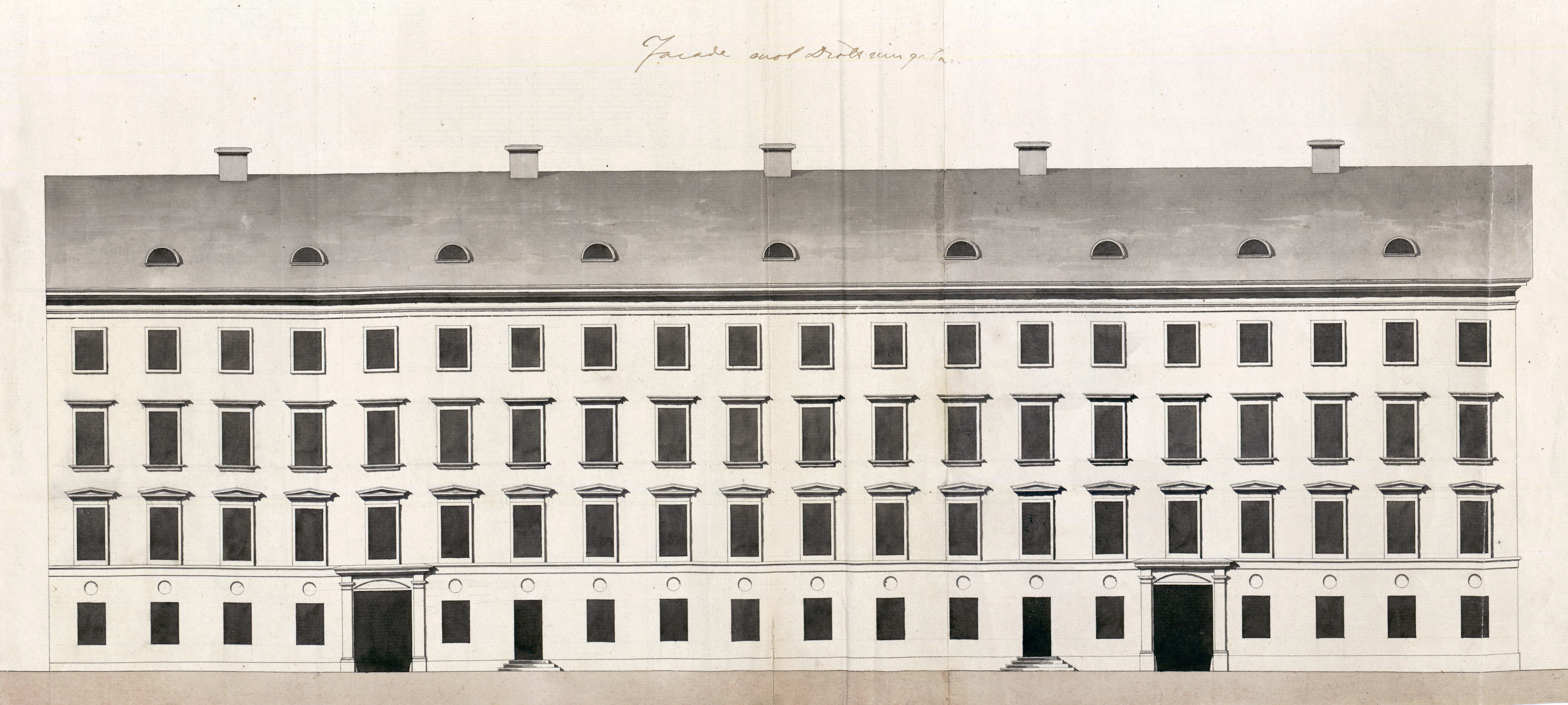
Willebrandska huset, förslag till fasad mot Drottninggatan, 1818.
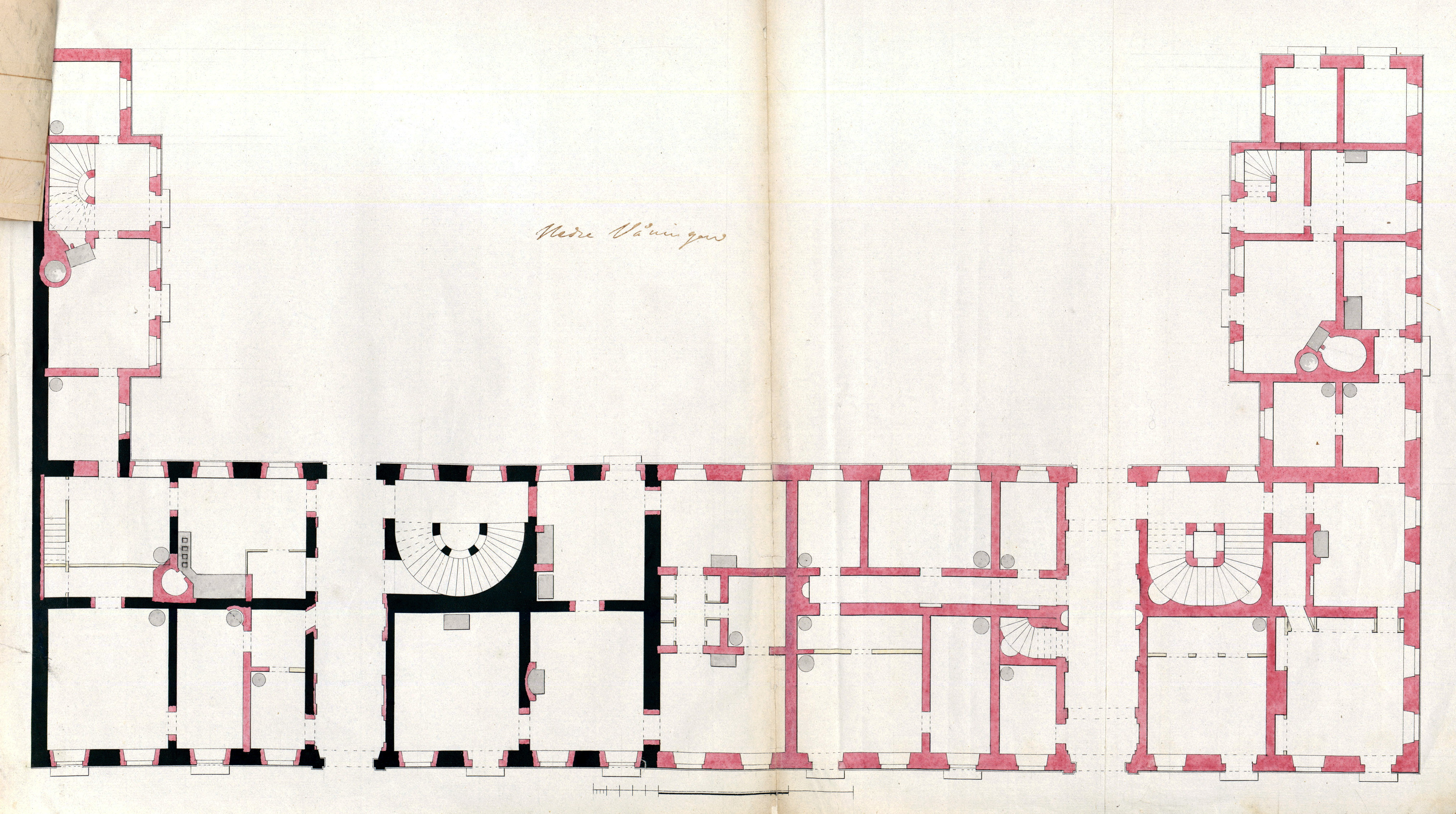
Willebrandska huset, bottenvåning, 1818 (tillbyggnaden är markerad röd).
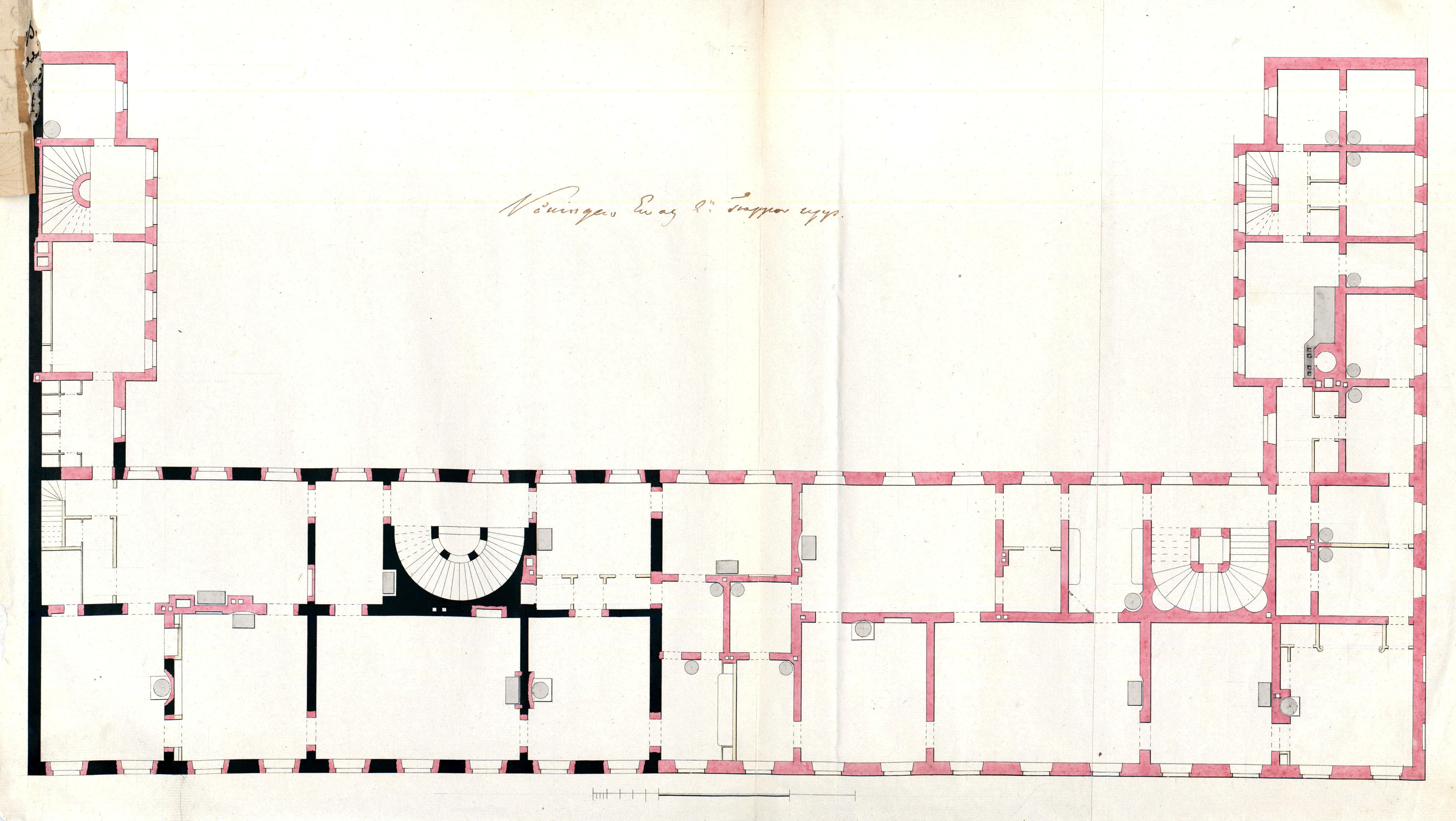
Willebrandska huset våning en trappa, 1818 (tillbyggnaden är markerad röd).

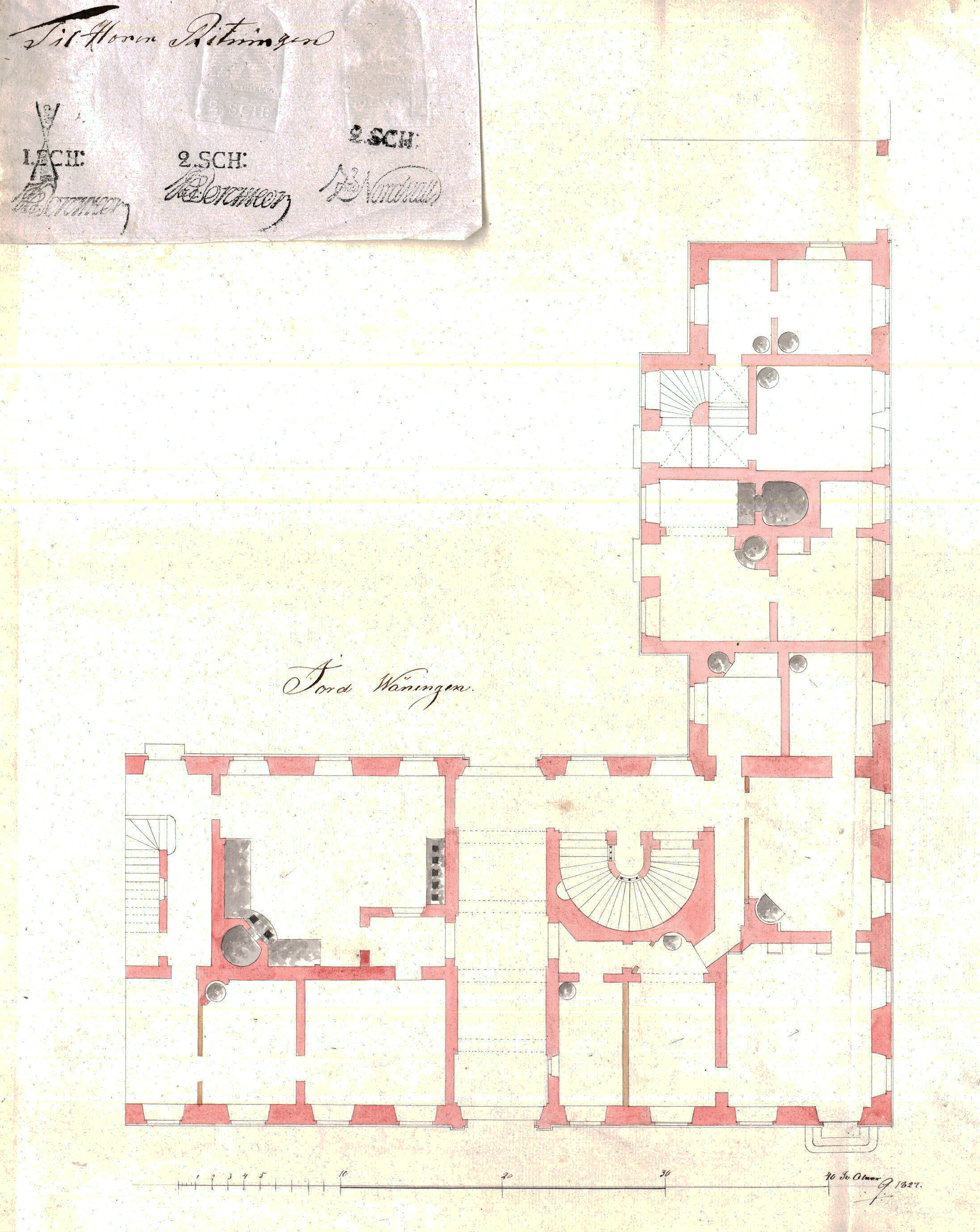
Piehlska huset, bottenvåning, 1827.
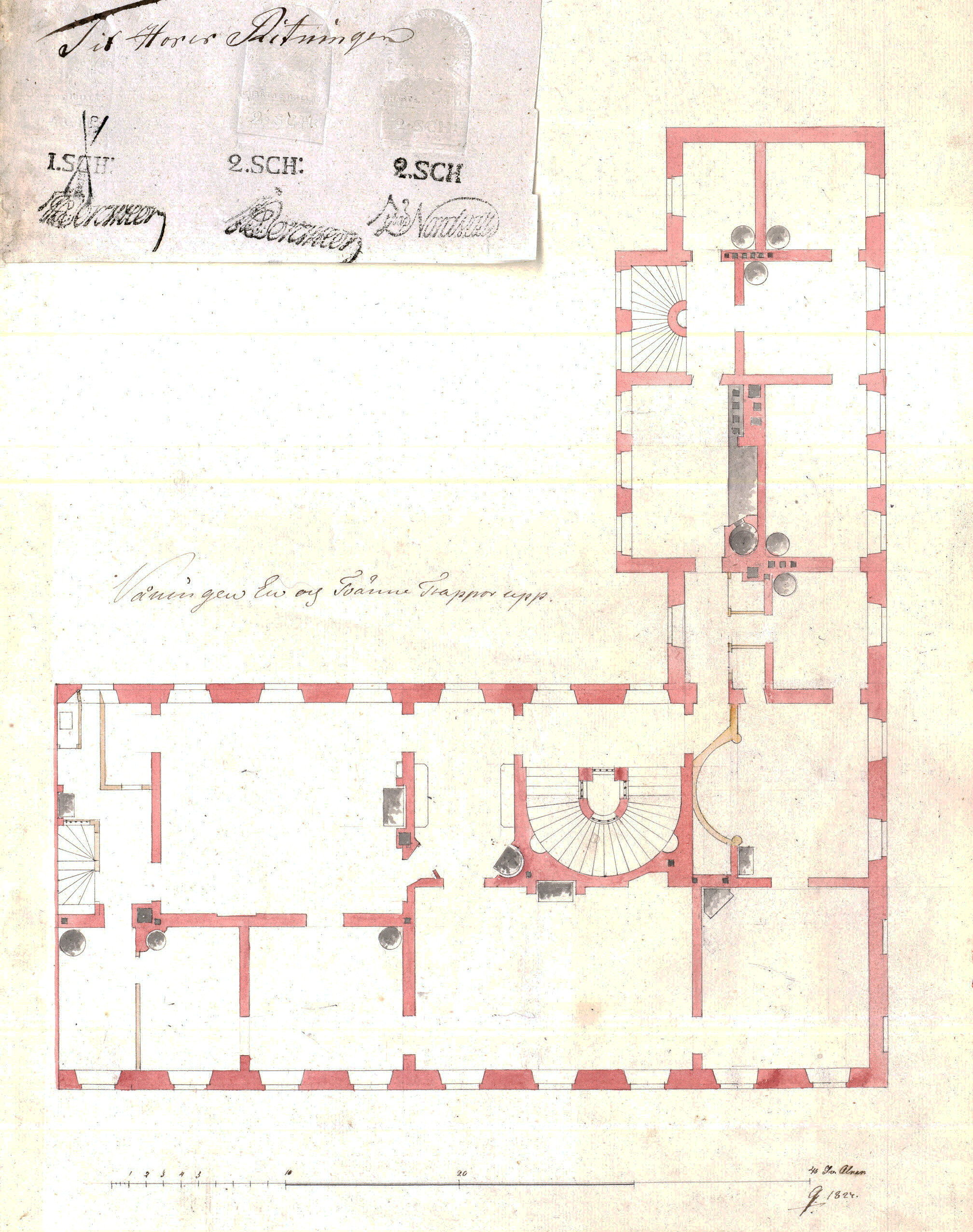
Piehlska huset, två trappor, 1824.
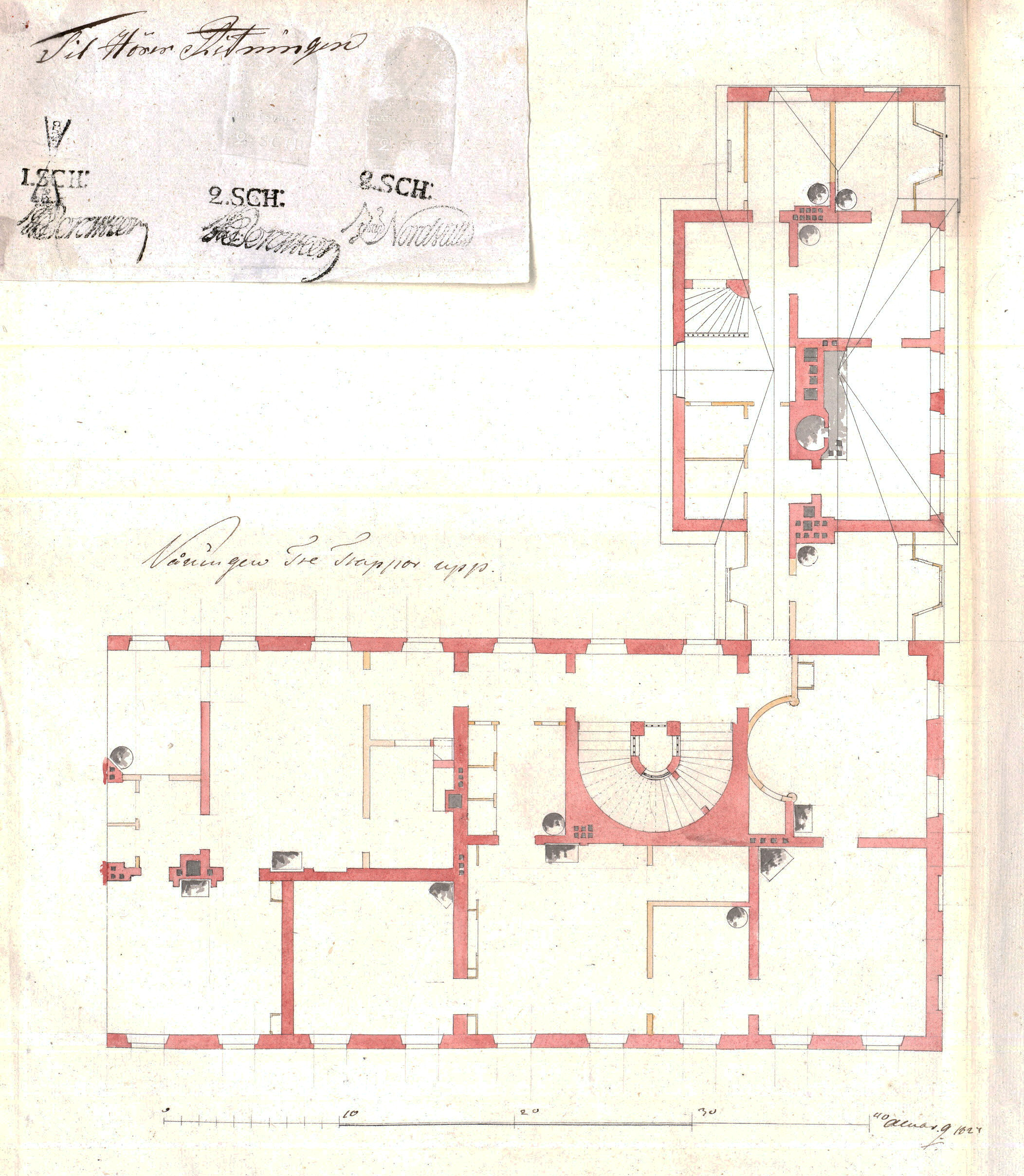
Piehlska huset, tre trappor, 1824.

### Ändringar
Fasaden i höjd med bottenvåningen ändrades 1875 till butiksfönster, för ritningarna stod arkitektkontoret Axel & Hjalmar Kumlien. När Kungsgatan på 1880-talet drogs fram tvärs över kvarteret Skotten revs von Willebrands ursprungliga byggnad och tillbyggnaden från 1827 fick en praktfull flygelbyggnad i fem våningar längs med den nya gatan som också inkluderade resten av kvarteret mot Kungsgatan (arkitekt Axel & Hjalmar Kumlien). 1886 fick även den gamla delen mot Drottninggatan en liknande överdådig fasadutformning som nybygget mot Kungsgatan (arkitekt okänd).
Nästa större förändring genomfördes 1913–1915 när byggmästaren Per Blom ägde fastigheten. Då överbyggdes innergården, en hiss installerades, huset kontoriserades och butiksfasaden moderniserades. Vid det tillfället tillvaratogs husets gamla körport som Blom återanvände i samband med nybygget på fastigheten Piplärkan 7 i Lärkstaden där den fortfarande finns kvar.

### Ändringsritningar

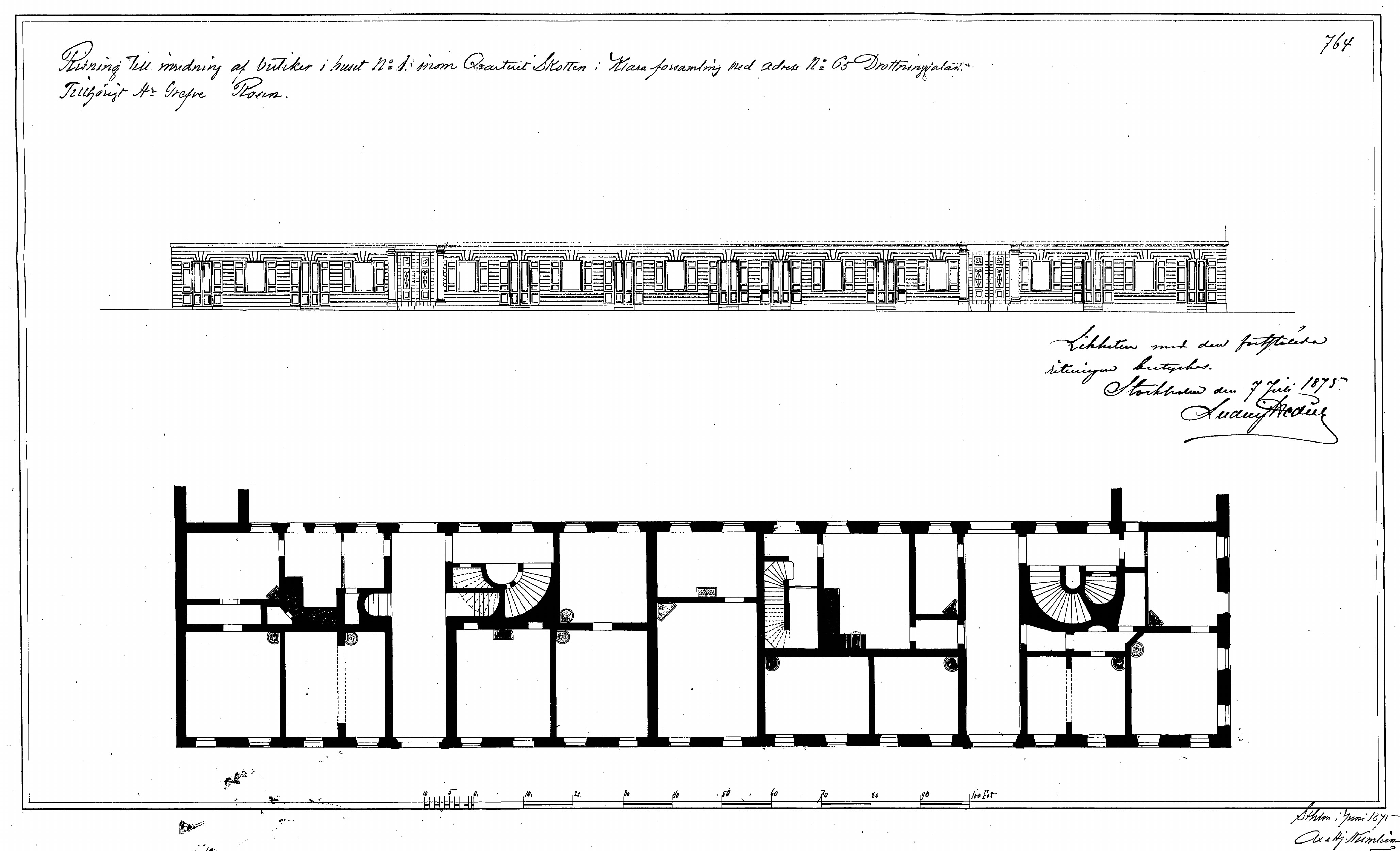
Ny butiksfasad, 1875 Arkitekt Axel & Hjalmar Kumlien.
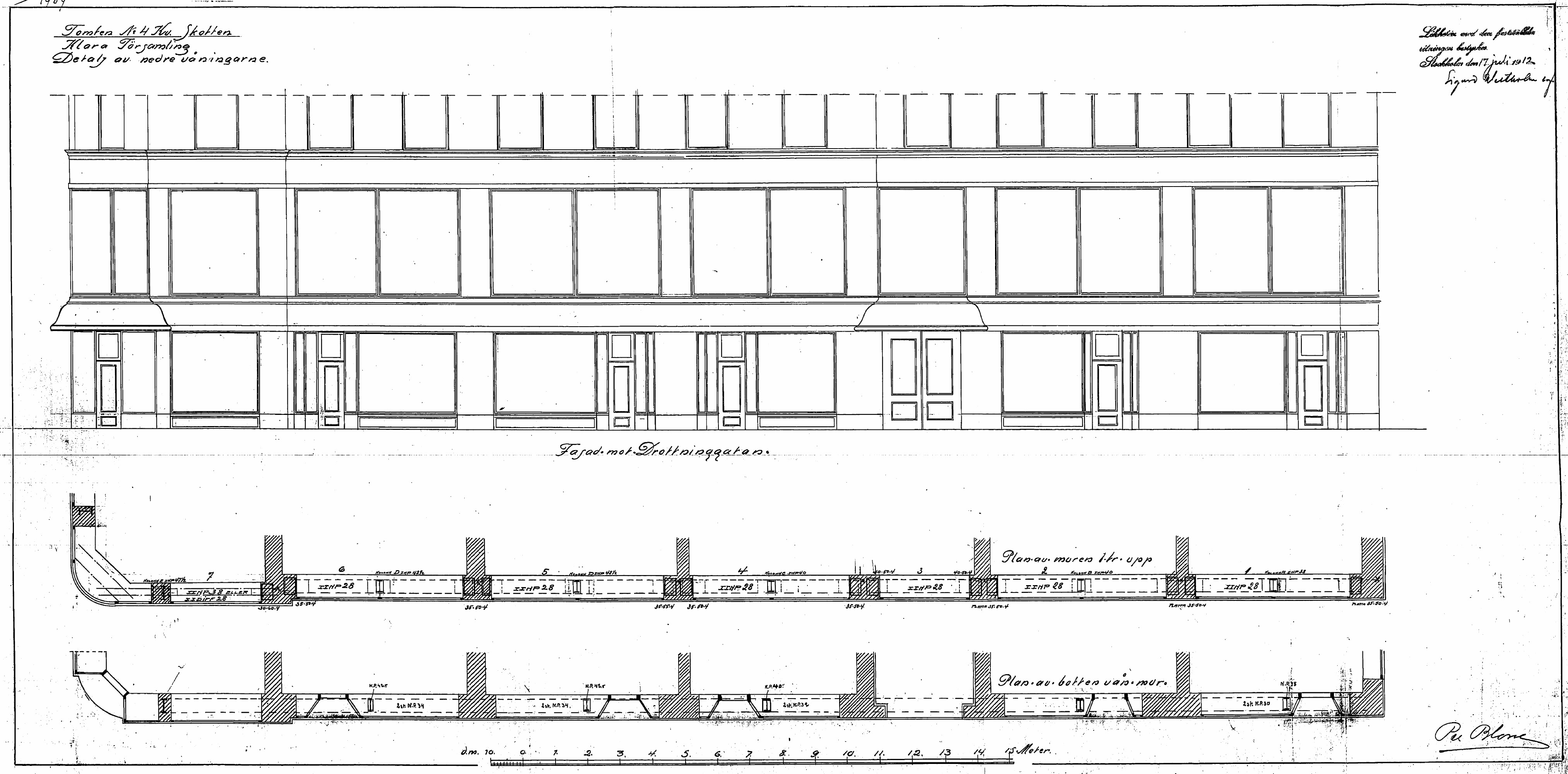
Ny butiksfasad, 1912 Arkitekt byggmästare Per Blom.

Det följde många ändringar genom åren, bland annat butikslokaler i källare och bottenvåning 1927. På 1930-talet följde en mängd smärre ombyggnader såsom enstaka badrum samt uppdelning av lägenheter och rum för kontorsändamål. 1959 ändrades butiksfasaden igen när Stockholms gasverk hade utställningslokal här. Idag uppvisar husets fasader en provkarta av stilar från 1800-talets början, 1800-talets slut, 1910-talet och 1960-talet. Fastigheten förvaltas år 2022 av Förvaltnings AB Kilen.

## Referenser

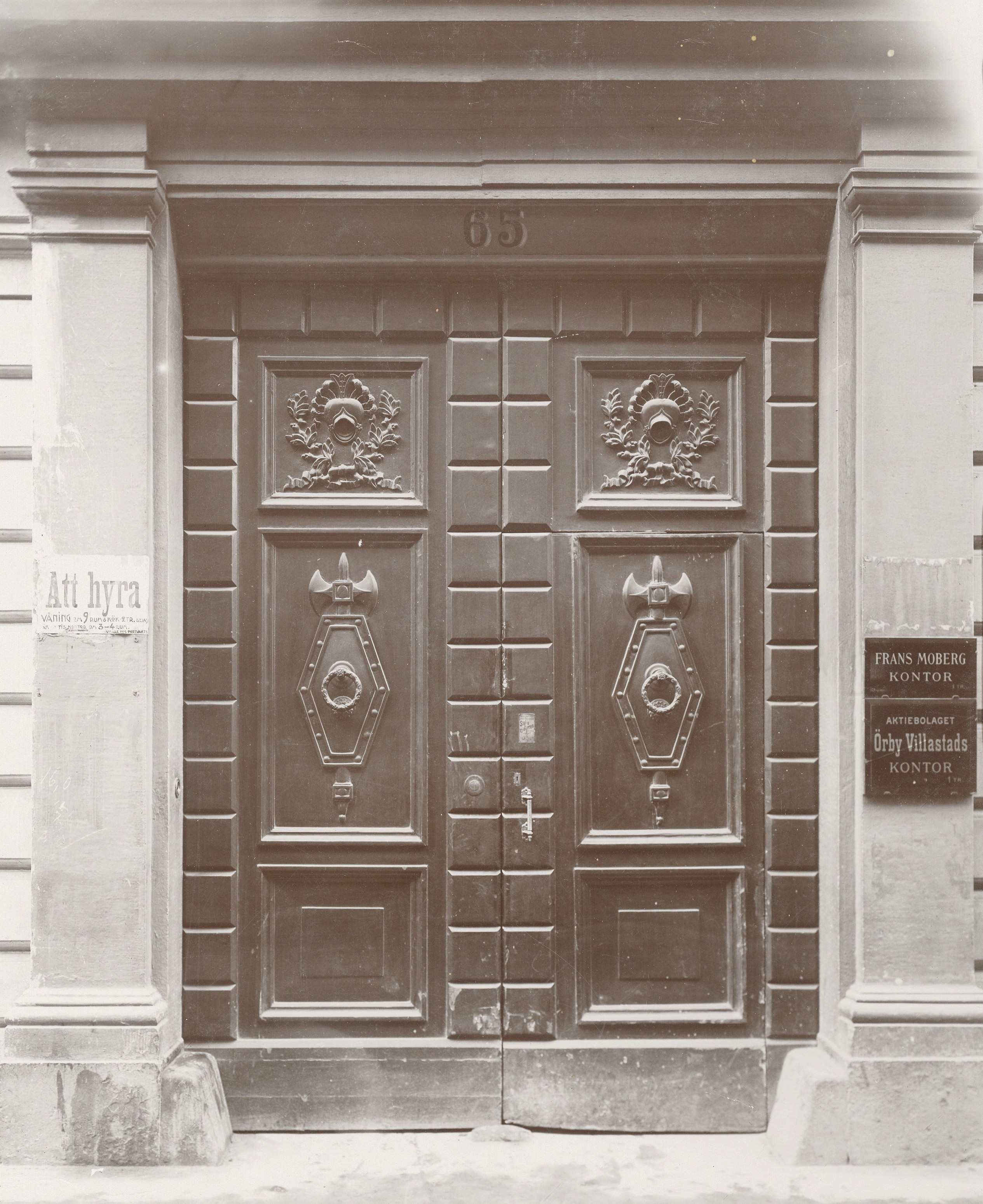
Körporten som återanvändes på Piplärkan 7 i Lärkstaden.
Foto: Larssons Ateljé, 1909.